# Шагиртское сельское поселение
Шагиртское сельское поселение — административный центр село Старый Шагирт в Куединском районе Пермского края.

## География
Расположен на реке Шагирт, правом притоке реки Буй.

## История
Поселение известно с 1816 г. как деревня Шагирт.
Селом стало в 1841 г., когда здесь была построена Вознесенская единоверческая деревянная церковь.
В 1933 г. в селе создан Уральский госконезавод № 6, который 26 мая 1960 г. преобразовали в совхоз «Уральский».

## Население
| 2010  | 2012  | 2013  | 2014  | 2015  | 2016  | 2017  |
| ----- | ----- | ----- | ----- | ----- | ----- | ----- |
| 2485  | ↘2465 | ↘2431 | ↘2368 | ↘2279 | ↘2254 | ↘2203 |
| 2018  | 2019  | 2020  |       |       |       |       |
| ↘2151 | ↘2103 | ↘2001 |       |       |       |       |

## Состав сельского поселения
| № | Населённый пункт | Тип населённого пункта       | Население |
| - | ---------------- | ---------------------------- | --------- |
| 1 | Альняш           | деревня                      | 112       |
| 2 | Верхняя Сава     | село                         | 488       |
| 3 | Гожан            | деревня                      | 513       |
| 4 | Китрюм           | деревня                      | 156       |
| 5 | Новый Шагирт     | деревня                      | 47        |
| 6 | Старый Шагирт    | село, административный центр | 820       |
| 7 | Степановка       | деревня                      | 137       |
| 8 | Удмурт-Шагирт    | деревня                      | 212       |

## Сельскохозяйственные предприятия
- СПК «Новый путь» (Верхняя Сава), председатель — Маркушева Ирина Юрьевна.
- ООО "Перспектива" (Старый Шагирт), и. о. директора — Глухова Татьяна Ивановна.